# 1843 Jarmila
1843 Jarmila (1972 AB) là một tiểu hành tinh vành đai chính được phát hiện ngày 14 tháng 1 năm 1972 bởi L. Kohoutek ở Bergedorf.